# Serhij Mamczur
Serhij Mykołajowycz Mamczur (ukr. Сергій Миколайович Мамчур, ros. Сергей Николаевич Мамчур, Siergiej Nikołajewicz Mamczur; ur. 3 lutego 1972 w Dniepropietrowsku, Ukraińska SRR, zm. 26 grudnia 1997 w Moskwie) – ukraiński piłkarz, grający na pozycji obrońcy.

## Kariera piłkarska

### Kariera klubowa
Wychowanek klubu Dnipro Dniepropetrowsk, w drużynie rezerw którego występował w mistrzostwach drużyn rezerwowych. W 1990 rozpoczął karierę piłkarską w podstawowym składzie Dnipra. 7 marca 1992 roku debiutował w Wyszczej Lidze w meczu z Zorią Ługańsk (2:0). Jesienią 1992 wzmocnił skład Asmarału Moskwa w turnieju finałowym mistrzostw Rosji. Na początku 1993 przeniósł się do CSKA Moskwa. 26 grudnia 1997 zmarł w swoim mieszkaniu w Moskwie przez niewydolność serca. Został pochowany w rodzimym Dniepropetrowsku.

### Kariera reprezentacyjna
Występował w juniorskiej reprezentacji ZSRR. W 1991 rozegrał jeden mecz w składzie olimpijskiej reprezentacji ZSRR.

## Sukcesy i odznaczenia

### Sukcesy klubowe
- mistrz ZSRR spośród drużyn rezerwowych: 1991
- brązowy medalista Ukrainy: 1992

### Sukcesy reprezentacyjne
- mistrz Europy U-18: 1990

### Odznaczenia
- nagrodzony tytułem Mistrza Sportu ZSRR: 1990